# Fryderyk Tomczyk
Fryderyk Tomczyk (ur. 24 marca 1910 w Przemyślu, zm. 1 marca 1983 w Hertfordshire) – harcerz, nauczyciel, konstruktor jachtów, uczestnik pierwszych rejsów pierwszego Zawiszy Czarnego i Poleszuka, jachtowy kapitan żeglugi wielkiej.

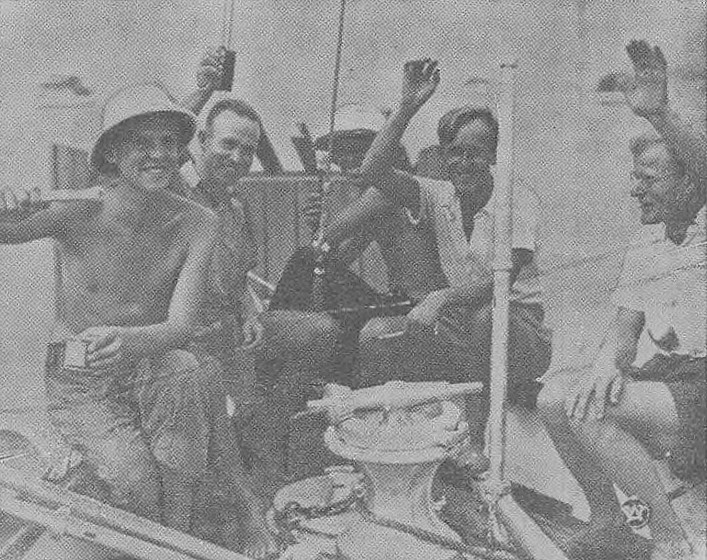
Załoga jachtu „Poleszuk” w Nowym Jorku (1939)

## Życiorys
Fryderyk był jednym z założycieli VI Przemyskiej Harcerskiej Drużyny Żeglarskiej im. Jana z Kolna, w ramach której zbudowano w 1927 roku pierwszy jacht, o nazwie „Monik”, którym załoga odbyła rejs z Przemyśla na Hel i z powrotem. Rok później gotowy był drugi jacht, „Monik II”, którym Prutem i Dniestrem harcerze pod komendą Tomczyka popłynęli do Morza Czarnego.
Fryderyk Tomczyk został członkiem Ligi Morskiej i Kolonialnej, gdzie dostał się pod skrzydła gen. Mariusza Zaruskiego. Zostawszy nauczycielem w Goczałkowicach założył w Pszczynie żeglarską drużynę harcerską. W goczałkowickiej szkole był również instruktorem modelarstwa lotniczego, wykonywał z uczniami modele lotnicze. Uczestniczył z uczniami w Okręgowych Zawodach Modeli Lotniczych. W 1935 roku został powołany do załogi SY Zawiszy Czarnego. Pływał również na s/y Grażynie. W 1937 roku został dokooptowany do załogi 39 Warszawskiej Drużyny Harcerskiej planującej rejs dookoła świata na s/y Poleszuk. Załoga wypłynęła z Gdyni 23 lipca 1938 roku. 21 lipca 1939 roku jacht zawinął do portu w Nowym Jorku. Wojna (1 września) zastała załogę w Cleveland. 18 września, po dopłynięciu do Chicago, rejs rozwiązano. Uzgodniono, że załoga zgłosi się do Polskich Sił Zbrojnych, a Tomczyk pozostał w Chicago, opiekując się jachtem. Pracował jako instruktor żeglarstwa.
Przekazawszy jacht Polskiemu Związkowi Rzymsko-Katolickiemu w Stanach Zjednoczonych w 1943 roku Tomczyk wstąpił do armii amerykańskiej. Walczył w szeregach 28 Pennsylvania Division, m.in. brał udział w desancie na Normandię 6 czerwca 1944 roku.
Otrzymał obywatelstwo amerykańskie i osiedlił się w Anaheim w Kalifornii. Pracował w szkole kadetów, St. Catherine’s Military School. W 1976 roku przeniósł się do Wielkiej Brytanii. Po jego śmierci w 1983 roku rodzina sprowadziła jego ciało do Polski i został pochowany w rodzinnym grobowcu w Krakowie.
Rozkazem Naczelnika Harcerzy z 10 marca 1939 roku uzyskał stopień sternika jachtowej żeglugi morskiej (później został jachtowym kapitanem żeglugi wielkiej).

## Życie rodzinne
Fryderyk Tomczyk był synem wojskowego. Miał rodzeństwo: Józefa, Bronisława, Emilię i Paulinę. Wszyscy należeli do harcerstwa. Nie założył własnej rodziny.